# Tetra (album de Mika Vainio)
Pour les articles homonymes, voir Tétra.
Albums de Philus (Mika Vainio)
Onko
(1997) Ydin
(1999)
Tetra est le quatrième album solo du créateur finlandais de musique électronique Mika Vainio. Il s'agit du premier album complet sous l'identité Philus. Sa sortie est accompagnée d'un vinyle 12" de quatre pistes, intitulé Kolmio EP. 

## Inspiration
Selon une interview de 2014, le pseudonyme Philus est lié au travail de Vainio dans une entreprise pharmaceutique à la fin des années 1980. Cet environnement l'aurait inspiré à créer une musique particulièrement "neutre et aseptisée".

## Production
Selon la notice du CD, ces morceaux ont été produits entre 1995–1997.

## Liste des morceaux
1. Koentsyymi – 5:24
2. Tutkat – 1:20
3. Tele – 4:51
4. Vitamin A – 1:14
5. Rakenne – 2:50
6. Keleidi – 4:41
7. Kyroskopia – 2:25
8. Anksiolyytti – 12:37
9. Rakenne 2 – 1:43
10. Vitamin B – 1:12
11. Creuzfeldt Jakob – 3:09
12. Kuvio 4 – 8:50
13. Valo – 4:40